# Tottenham Court Road (metrostation)
Tottenham Court Road is een station van de metro van Londen dat op 30 juli 1900 is geopend.
Het station wordt bediend door de Central Line en de Northern Line en vanaf 2022 ook door de Elizabeth Line.

## Geschiedenis

### Central London Railway
Het station werd op 30 juli 1900 geopend als onderdeel van de Central London Railway(CLR), de latere Central Line. Destijds was British Museum het volgende station in oostelijke richting. Dat veranderde op 24 september 1933 toen Holborn was omgebouwd met roltrappen en de taken van British Museum overnam. Zoals voor de Eerste Wereldoorlog gebruikelijk werden de reizigers tussen de stationshal en de perrons met liften vervoerd. De perrons liggen onder Oxford Street ten westen van St Giles's Circus en bovengronds stond het stationsgebouw, dat werd ontworpen door Harry Bell Measures, op de hoek van Oxford Street en Charing Cross Road. Het stationsgebouw werd in 2009, op een paar gevelelementen na, samen met een hele rij aangrenzende gebouwen gesloopt om plaats te maken voor Soho Place. Ondergronds werden de tunnels langs de perrons afgewerkt met witte tegels om de verlichting met booglampen zo goed mogelijk te benutten. Verder werden de perrons aanvankelijk in de tunnel opgebouwd met hout.

### Charing Cross, Euston and Hampstead Railway
Op 22 juni 1907 werd de oost-west lopende CLR aangevuld met de noord-zuid lopende Charing Cross, Euston & Hampstead Railway (CCE&HR). Als uitzondering op het toenmalige metronet werd de stationshal geheel ondergronds, in dit geval onder St Giles's Circus, gebouwd. Ook dit metrobedrijf bouwde liften naar de perrons onder Charing Cross Road ten zuiden van het plein. De CCE&HR noemde het station Oxford Street en gebruikte de naam Tottenham Court Road een station noordelijker. Beide lijnen werden door een vebindingstunnel. tussen het oostelijke perroneinde van de CLR naar het oosten en het noordelijke perroneinde van de CCE&HR naar het zuiden, met elkaar verbonden. Toen de tunnel op 3 september 1908 gereed was kregen beide lijnen dezelfde stationsnaam. Het station ten noorden van Tottenham Court Road kreeg de naam Goodge Street.

### Roltrappen
Op 1 januari 1913 werd de Central London Railway gekocht door de Underground Group zodat de CLR en CCE&HR dezelfde eigenaar, UERL, kregen. UERL wilde de CLR hetzelfde dwarsprofiel geven als haar andere lijnen en de CCE&HR doortrekken naar de zuidoever van de Theems. Verder werd voor de verbeterde doorstroming op de stations gekeken het toen technische nieuwtje de roltrap. De eerste roltrapgroep kwam op 9 mei 1914 gereed bij Oxford Circus maar de verdere plannen van UERL werden in verband met de Eerste Wereldoorlog opgeschort. Na de oorlog werden de plannen weer opgepakt en in 1923 begonnen de werkzaamheden aan een nieuwe stationshal onder St. Giles's Circus. De bovenste roltrapgroep tussen de stationshal en de onderkant van de liften van de CLR kwam op 28 september 1926 gereed nadat de onderste roltrapgroep, tussen de onderkant van de CLR-liften en de onderkant van de CCE&HR liften, al op 1 februari 1926 voor overstappers gereed was. Deze doorlopende roltrapverbinding betekende een betere doorstroming door het station. De liften werden verwijderd en de overtollige schachten werden gebruikt als ventilatiekanalen, van 1938 tot 1949 was een koelinstallatie in bedrijf. De originele liftschachten en noodtrappen zijn nog aanwezig. Een set noodtrappen kan worden gebruikt als toegang tot de uiteinden van het Northern Line-platform. De liftschachten worden gebruikt voor kantoren en stationsfaciliteiten.

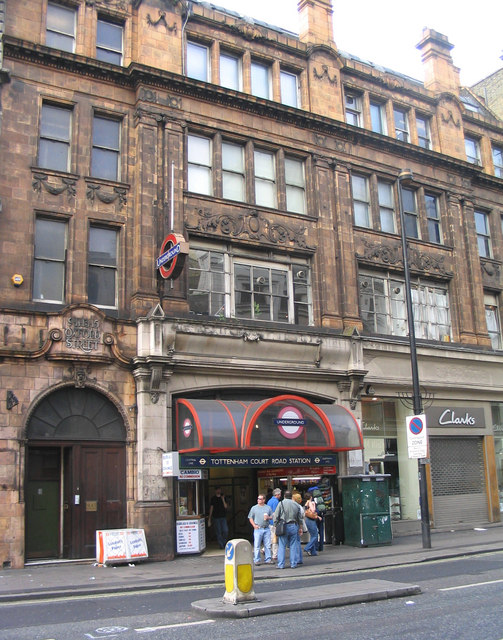
Het station uit 1900 na de verpuiing uit de jaren 70
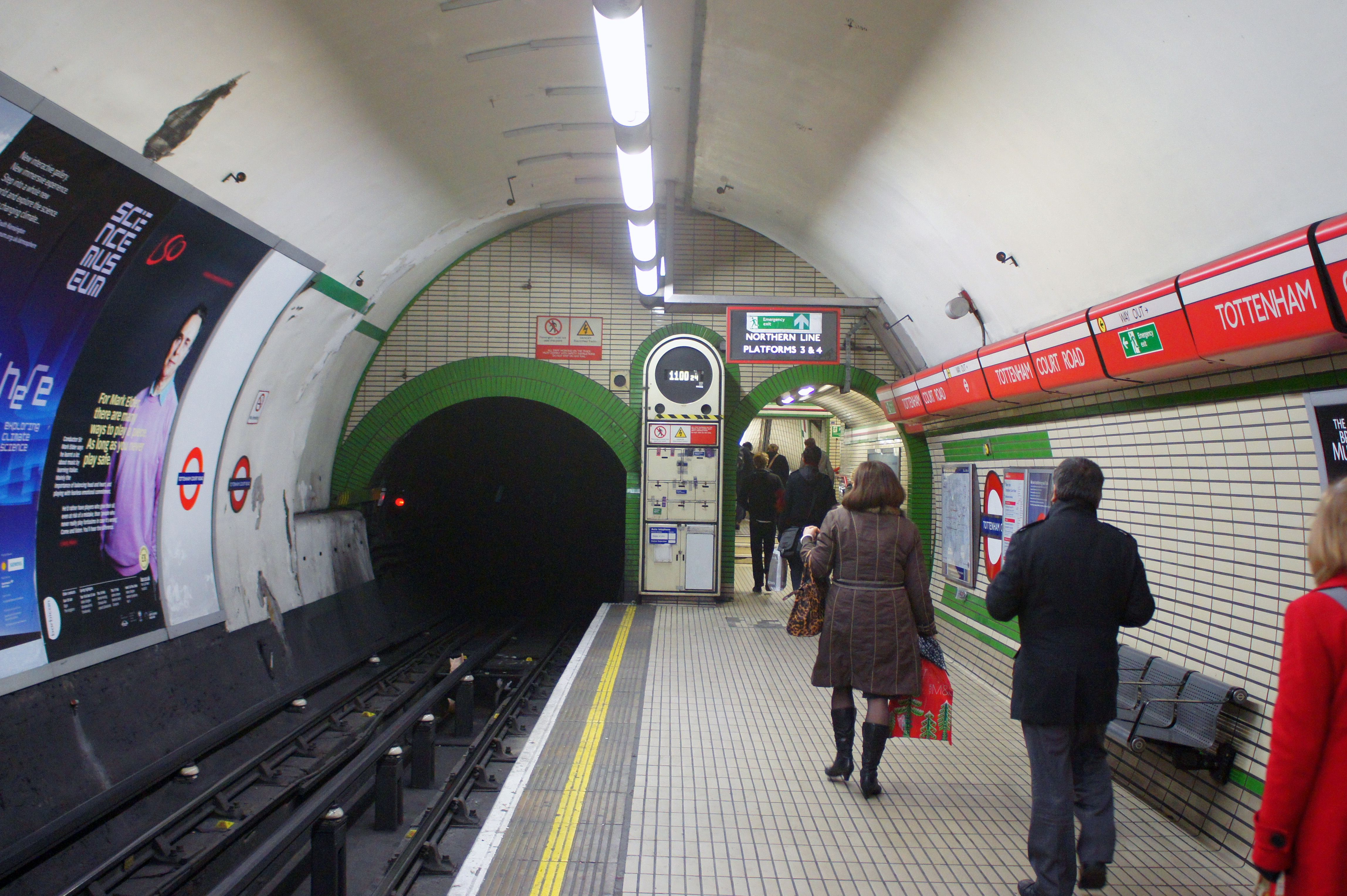
De overstaptunnel naast het spoor aan de oostkant van het perron van de Central Line
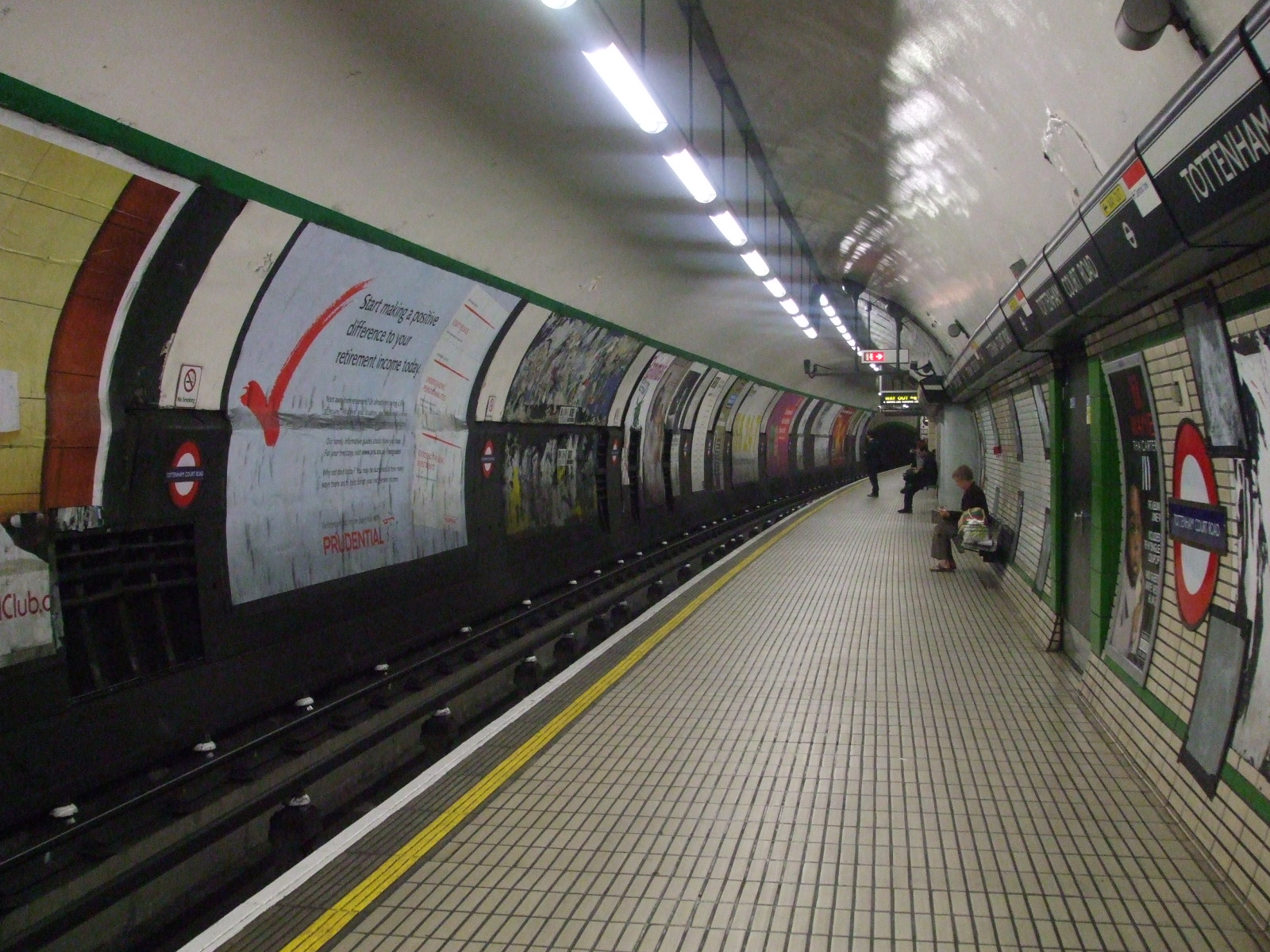
De Northern Line naar het noorden

### London Transport
In 1933 werd het OV in Londen genationaliseerd in de Londen Passenger Transport Board, kortweg London Transport. London Transport hernoemde de verschillende metrobedrijven met de standaard uitgang Line, zo werd de CLR Central Line en in 1937 kregen de CCE&HR en de City & South London Line de gezemnelijke naam Northeren Line. De opstoppingen die ontstonden in de reizigersstromen van en naar de Northern Line werden deels verholpen door een extra roltrap in het midden van de perrons. Dit had echter tot gevolg dat de uitstappers van de Northeren Line de instappers voor de Central Line moesten kruisen wat tot nieuwe opstoppingen op de tussenverdieping leidde.
In 1984 werd het hele station opnieuw ingericht, waarbij het kenmerkende, door Leslie Green ontworpen, tegelpatroon langs de perrons van de Northern Line en de effen witte tegels van de CLR verloren gingen. Het ontwerp uit de jaren 80 omvat panelen van mozaïek- en handgesneden glazen steentjes van Eduardo Paolozzi (wiens handtekening op verschillende plaatsen in het station is aangebracht), en is een duidelijk en opvallend kenmerk van het station. Het uitbundige ontwerp van het mozaïek weerspiegelt de ligging van het sttaion in de buurt van vele hifi- en electronicawinkels aan Tottenham Court Road.

## Ombouw
Net als begin twintigste eeuw de oost-west lijn en de noord-zuid lijn elkaar kruisten bij St. Giles's Circus lag er aan het eind van de twintigste eeuw een plan voor twee nieuwe lijnen, Crossrail en de Chelsea & Hackney Line, die elkaar ook bij St. Giles's Circus zouden kruisen. Het station had vier ingangen naar de ondergrondse stationshal vanuit de noordoost-, zuidwest- en noordwesthoeken van de kruising en door een voetgangerstunnel onder het Centre Point-gebouw met ene toegang aan de Andrew Borde Street. Er waren vaak opstoppingen bij de toegangen, wat ertoe leidde dat ze tijdens de spitsuren kortstondig werden gesloten om overbelasting van het station te voorkomen. Naar aanleiding van de brand in station King's Cross werd London Underground aangeraden om "passagiersstromen en opstoppingen in stations te onderzoeken en corrigerende maatregelen te nemen". In 1991 werd een wetsvoorstel in het parlement ingediend om London Underground in staat te stellen het vaak overvolle station te verbeteren en uit te breiden, maar de behandeling bleef uit. In 2000 onderzocht London Underground de verbetering van het station met een grotere stationshaal, nieuwe roltrappen en toegang voor rolstoelgebruikers, waarvan de bouw 4 jaar in beslag zou nemen.
De verbeteringen en uitbreidingen kwamen pas van de tekentafel in het kader van Crossrail waartoe hoe dan ook bouwwerk nodig was. In het tweede decennium van de 21e eeuw werd gedurende 8 jaar voor £ 500 miljoen verbouwd. De werken omvatten de bouw van een veel grotere stationshal onder het voorplein van Centre Point, nieuwe rechtstreekse roltrappen tussen de stationshal en het midden van de perrons van de Northern Line, rolstoeltangankelijkheid van de perrons en rechtstreekse roltrappen naar de perrons van Crossrail. De voetgangerstunnel naar Andrew Borde Street werd vervangen als onderdeel van het project. Om de verbouwing mogelijk te maken werd in 2009 zowel het Astoria theaters als het stationsgebouw uit 1900 gesloopt.
Als onderdeel van de uitbreiding van de stationshal heeft Art on the Underground aan de Franse conceptuele kunstenaar Daniel Buren opdracht gegeven om het station op te sieren. Hij kwam met het ontwerp 'Diamonds and Circles' dat op verschillende plaatsen in het station is uitgewerkt. Het was Burens eerste openbare opdracht voor een permanent kunstwerk in het Verenigd Koninkrijk. Het kunstwerk bestaat uit kleurrijke ruit- en cirkelvormen, die contrasteren met de kenmerkende strepen van Buren in zwart en wit, bevestigd aan de glazen binnenmuren in de stationshal. Het stuk werd voltooid in 2017. Tijdens de werkzaamheden werden onderdelen van het mozaïek van Eduardo Paolozzi hersteld, verplaatst of vervangen terwijl andere delen werden vernietigd of verwijderd. Vooral rond de Central Line werd teruggegrepen op de oorspronkelijke witte tegels uit 1900. De verwijderde delen zijn overgebracht naar de Universiteit van Edinburgh om daar te worden bewaard.
- Van 2 april tot en met 28 november 2011 waren de perrons van de Northern Line gesloten in verband met bouwtechnische verbeteringen en reden de metro's op de Northern Line non-stop door het station.
- Van 5 januari tot 7 december 2015 waren de perrons van de Central Line gesloten, waardoor de treinen van de Central Line niet op het station stopten.
- Op 12 januari 2015 werd het eerste deel van de nieuwe stationshal geopend. Forenzen konden nu rechtstreeks heen en weer tussen de stationshal en de Northern Line zonder omweg langs de tussenverdieping uit 1926. De roltrappen behoren tot de langste van het Londense metronet en doen er een minuut over van boven naar beneden.

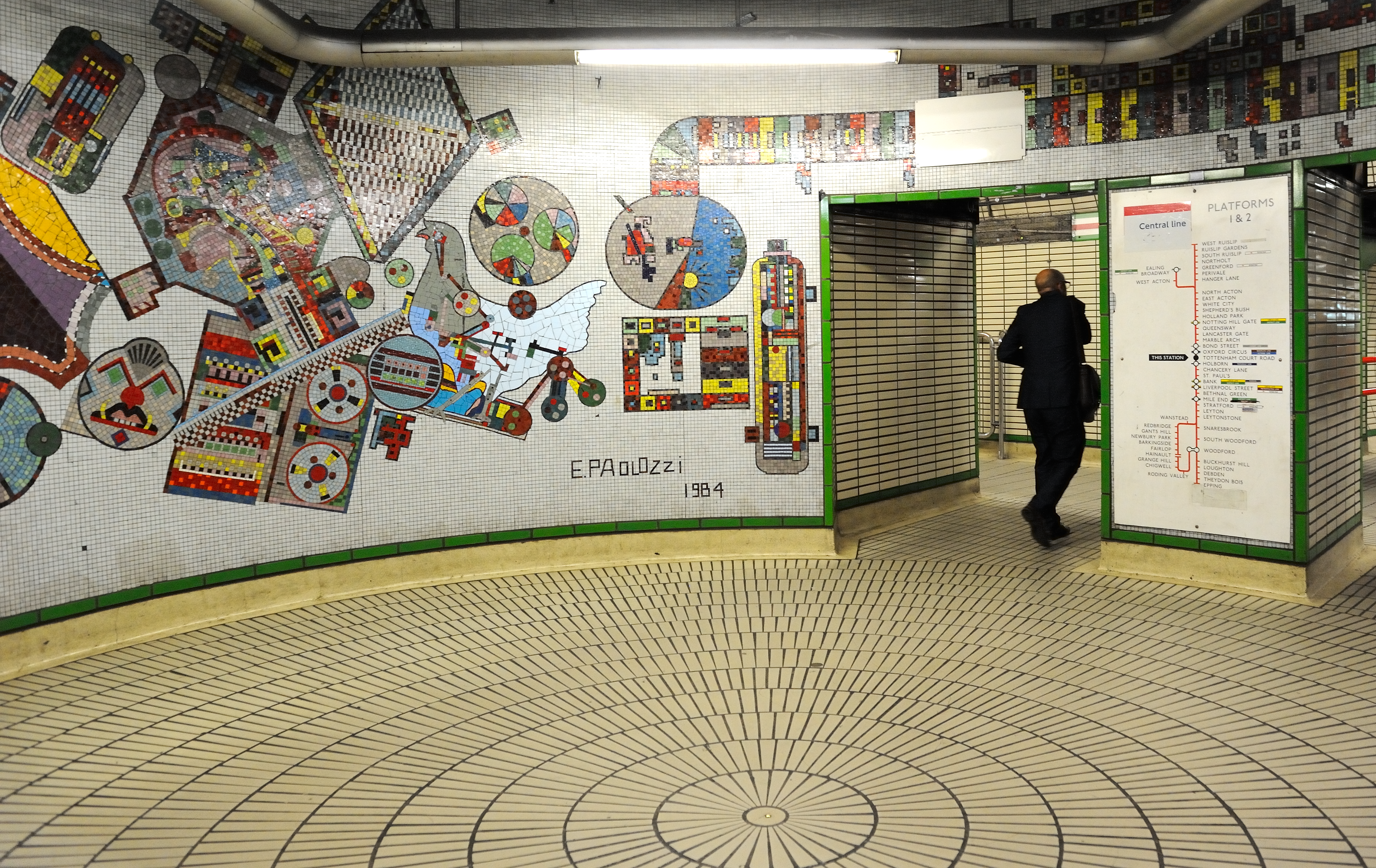
Mozaïek van Eduardo Paolozzi onder in een voormalige liftkoker
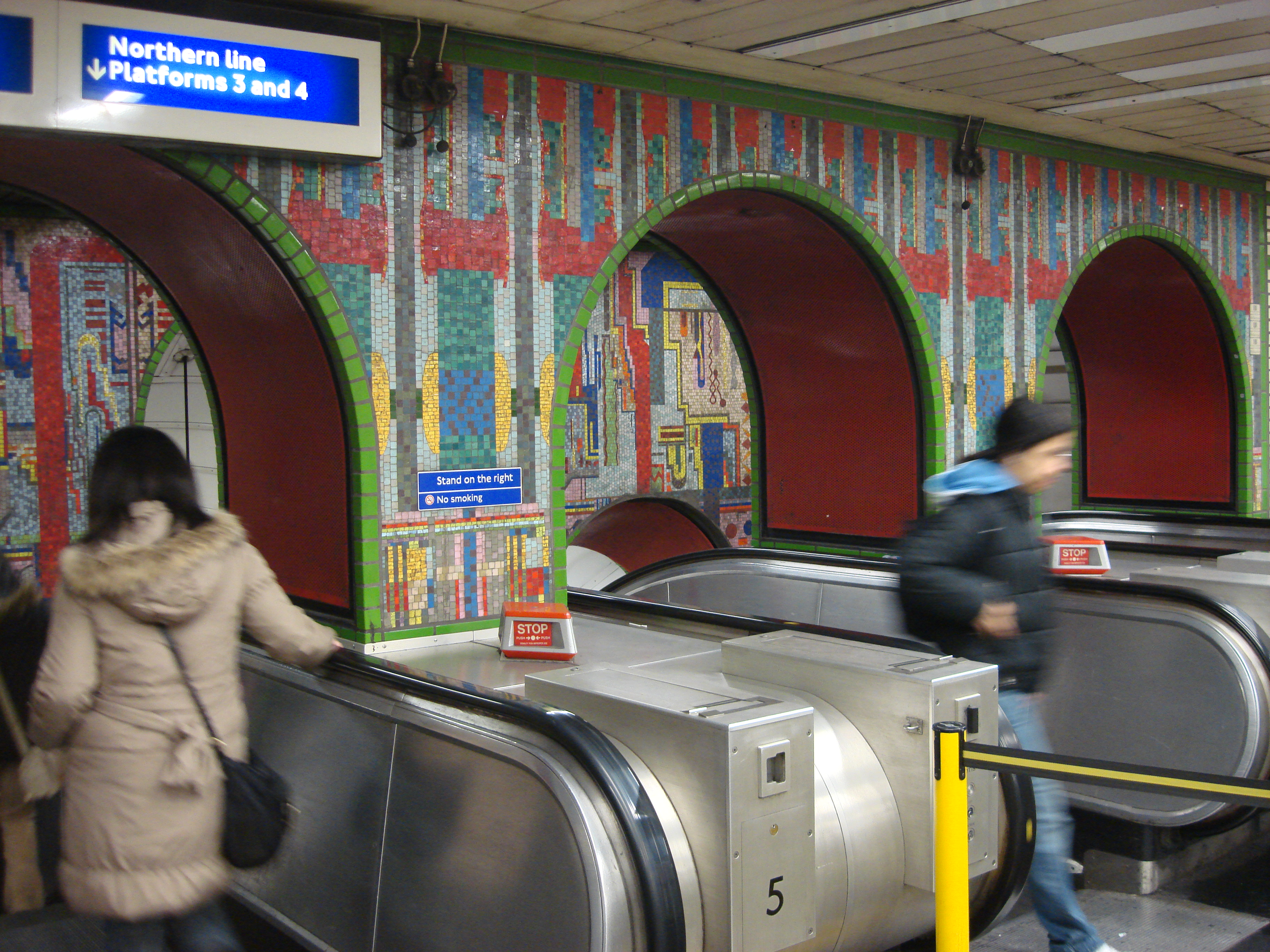
Mozaïeken boven de roltrappen bij de tussenverdieping
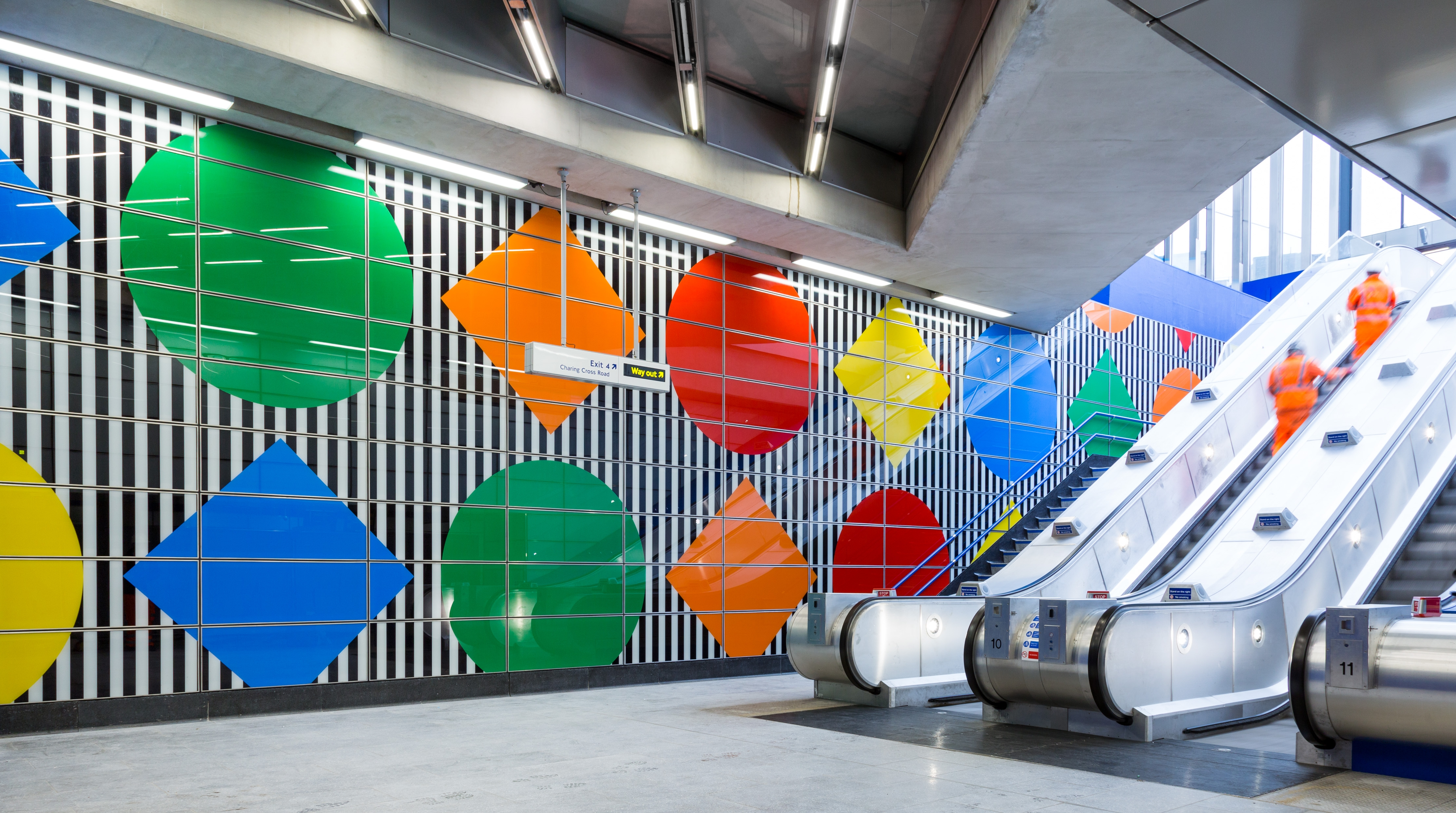
Het werk van Buren

## Crossrail
Naast de uitbreiding van de stationshal van de metro aan de oostkant is een nieuwe toegang aan Dean Street gebouwd die verbonden is met de westkant van de perrons van de Central Line en de dieper gelegen perrons van de Elizabeth Line. Als onderdeel van de verbouwing van de stationshal van de metro is ook een verbinding gebouwd met Crossrail die op 12 januari 2015 in ruwbouw gereed was. De inrichting is vervolgens door de aannemers van Crossrail ter hand genomen. De oost-west lijn van Crossrail, de Elizabeth Line, is formeel onderdeel van het nationale spoorwegnet en niet van de metro. De treindienst wordt echter uitgevoerd door Transport for London en ging op 24 mei 2022 van start. De perrons liggen onder Soho Gardens. De ooit geplande Chelsea & Hackney Line van de metro is opgegaan in Crossrail 2, die door Boris Johnson Churchill Line is genoemd. Net als in de plannen uit 1991 is het de bedoeling dat de lijnen elkaar kruisen bij Tottenham Court Road en het beoogde traject voor Crossrail 2 rond het station is dan ook vrijgehouden en er is rekening gehouden met de overstap tussen beide lijnen wat nog meer capaciteit vereist.

## Cultuur
- Het station werd gebruikt in een deel van de film An American Werewolf in London uit 1981.
- Een scène in de film The Bank Job uit 2008 speelt zich af in het station, hoewel het werd opgenomen in het metrostation Aldwych.
- Een scène in de musical We Will Rock You speelt zich af in het station; De musical werd van 2002 tot 2014 opgevoerd aan de overkant van de straat in het Dominion Theater.